# Centro Liberal Renovador
Centro Liberal Renovador (CLr) és un partit polític de caràcter centrista i localista, situat al País Valencià i amb base a Oriola. El seu cap és Pedro Mancebo Gilabert. A les eleccions a les Corts Valencianes de 2007 només es presentà a la província d'Alacant i va obtenir 1.449 vots (0,18%). Més èxit va obtenir a les eleccions municipals, ja que va obtenir un regidor a l'ajuntament d'Oriola (Joaquín Ezcurra). El 6 de juny de 2008 va celebrar el seu primer congrés.
En les eleccions municipals de 2011 es presentà en coalició amb CLARO (Partido Independiente de Orihuela Costa) i va obtindre 4 regidors. Va formar part de la coalició de govern de l'ajuntament d'Oriola fins que va deixar la coalició en 2013.
A les eleccions municipals espanoles de 2015, el partit no es va presentar. El seu candidat a 2011, Pedro Mancebo, va abandonar la primera línia de la política y el president, Juan Ignacio López Bas, es va presentar pel partit Ciutadans.